# Timeline (filme)
Timeline (bra: Linha do Tempo; palop/prt: Resgate no Tempo) é um filme de aventura e ficção científica estadunidense de 2003, dirigido por Richard Donner e estrelado por Paul Walker, Frances O'Connor, Gerard Butler, Billy Connolly, David Thewlis e Anna Friel. Baseado no romance homônimo de Michael Crichton, de 1999, o roteiro refere-se a uma equipe de estudantes atuais de arqueologia e história que são mandados de volta no tempo à França medieval, para resgatar seu professor do meio de uma batalha.
Jerry Goldsmith compôs a trilha sonora original, que seria sua última antes de sua morte em 2004 (sua última trilha atual era Looney Tunes: Back in Action), mas foi substituída por uma nova trilha de Brian Tyler, depois que a primeira versão foi refeita e os crescentes problemas de saúde de Goldsmith o impediram de continuar. O filme recebeu críticas ruins dos críticos e decepcionou nas bilheterias, perdendo cerca de US$49 milhões.

## Sinopse
Uma equipa de jovens arqueólogos, orientados pelo professor Edward Johnston e pelo professor assistente André Marek, buscam encontrar as ruínas do Castelo La Roque, do século XIV, na cidade de Dordogne Valley, na França. O grupo de arqueólogos recebe a visita e colaboração de Chris, filho de Edward que mesmo sem se interessar por arqueologia fica junto ao grupo motivado por seu amor por Kate, umas das arqueólogas da equipa. 
O projeto em que estão a trabalhar é financiado pela International Technology Corporation (ITC), uma empresa de pesquisas dirigida por Robert Gentilli. Com a intenção de captar a VIKA e mais recursos para sua pesquisa junto à ITC, Edward vai ao encontro de Robert Doniger, deixando os trabalhos nas escavações sob os cuidados de Marek. Nesse período, mais uma câmara oculta é descoberta. 
A câmara esteve selada por mais de seiscentos anos, e a equipa tem pouco tempo para explorá-la antes que ela se contamine em contato com a atmosfera exterior. Marek e Kate descem então ao local da descoberta e encontram vários objetos e manuscritos de grande valor para a pesquisa, mas o que mais os intriga é o fato de descobrirem entre os objetos do local uma lente bifocal, que não poderia ter sido inventada antes da câmara ter sido soterrada, e ainda mais intrigante, um manuscrito  com um pedido de ajuda datado de 2 de abril de 1357, assinado pelo professor Johnston.
O manuscrito e as lentes são levados ao laboratório e após analisados os resultados demonstram tratar-se mesmo dos óculos do professor e a assinatura do manuscrito corresponde em tudo à assinatura de Johnston. Temendo pela segurança do professor, Marek, Chris e Kate, acompanhados ainda por Stern  e François  seguem para a sede da ITC no Novo México. Chegando lá descobrem que o professor Edward foi enviado a outro tempo na inacreditável invenção de Gentilli, que deveria ser capaz de enviar objetos de um lugar para o outro, mas que acabava por deixá-los presos no passado. Assim , todo o grupo de Marek e um homem de confiança de Gentili são enviados ao passado onde deverão resgatar o professor. 
Chegam à La Roque em plena guerra dos cem anos, e um dia antes da batalha que destruiria o castelo e levaria à morte da princesa Claire. E foi justamente a princesa Claire a primeira pessoa a ser salva pelo grupo. O encontro com Claire e a paixão pela história do mundo e os valores de outras épocas, levam Marek a envolver-se profundamente na história que se desenrola. Na tentativa de salvarem o professor, François é assassinado. Chris e Kate tornam-se mais próximos. O tempo para retornar ao seculo XXI é cada vez menor, mas nem tudo sai como o grupo planejou. 
Descobrem que outros já foram enviados antes deles para o local, e que um foi deixado para trás e conhece os segredos deles, colocando sua segurança em risco. Após muitos desencontros, e a batalha  de La Roque, que teve um desfecho diferente do que eles haviam estudado nos livros de história, o Professor, Kate, Chris e Stern retornam ao presente. Marek deixa-se ficar no passado, vivendo ao lado de Claire.

## Elenco
- Paul Walker - Chris Johnston
- Frances O'Connor - Kate Ericson
- Gerard Butler - André Marek
- Billy Connolly - Professor Edward A. Johnston
- David Thewlis -  Robert Doniger
- Anna Friel -  Lady Claire
- Neal McDonough -  Frank Gordon
- Matt Craven -  Steven Kramer
- Ethan Embry -  Josh Stern
- Michael Sheen -  Lord Oliver de Vannes
- Lambert Wilson -  Lord Arnaud de Cervole
- Marton Csokas - Sir William De Kere/William Decker
- Rossif Sutherland - François Dontelle
- Patrick Sabongui - Jimmy Gomez

## Produção
As sequências de batalha usaram atores de reconstituição histórica medievais. Richard Donner limitou o uso de CGI no filme o máximo possível.
O compositor Jerry Goldsmith, que já havia colaborado com Donner em The Omen, completou uma trilha para o filme - sua trilha final antes de sua morte em 2004 - mas foi substituída por uma trilha diferente composta por Brian Tyler depois que Donner foi forçado a recortar o filme por insistência de Sherry Lansing, então chefe da Paramount Pictures. No entanto, as trilhas de Goldsmith e Tyler foram lançadas em CD.
Pierce Brosnan recusou um convite para trabalhar no filme. Seria dele o personagem que ficou com Gerard Butler.

## Recepção
Timeline foi criticada pela maioria dos críticos e teve um desempenho ruim nas bilheterias, recuperando apenas US$43 milhões em todo o mundo a partir de um orçamento de US$80 milhões. O filme também recebeu uma classificação nova de 11% no  Rotten Tomatoes, com base em 142 críticas.